# ميخائيل بي دبليو. ستون
ميخائيل بي دبليو. ستون (بالإنجليزية: Michael P. W. Stone)‏ هو طيار أمريكي، ولد في 2 يونيو 1925 في لندن في المملكة المتحدة، وتوفي في 18 مايو 1995 في سان فرانسيسكو في الولايات المتحدة.